# EMUI
Emotion UI, conosciuta più come EMUI, è una ROM utilizzata sugli smartphone Huawei, basata su Android.
Verrà sostituita nel corso del tempo da HarmonyOS, creato nel 2021.

## Storia
Il 30 dicembre 2012, Huawei introduce Emotion UI 1.0, basata su Android 4.0, che presentava un assistente vocale (solo in cinese), schermata principale personalizzabile e la scelta dei temi per poter personalizzare ancor di più il proprio dispositivo. La compagnia ha lanciato i file di installazione per Ascend P1 attraverso il loro sito web. La compagnia afferma che EMUI è "probabilmente il sistema più emozionante del mondo".
Il 4 settembre 2014 la compagnia annuncia EMUI 3.0, insieme all'Ascend Mate7 all'evento tenutosi a Berlino. Per la prima volta il sistema non è più chiamato "Emotion UI" ma "EMUI". Ha la novità di avere un nuovo app store (per il mercato cinese). Nel 2015 Huawei lancia EMUI 4.0, con un'interfaccia ridisegnata basata su Android 6.0, insieme al Huawei Mate 8. Nel 2016 è stato introdotto EMUI 5.0, insieme al Huawei Mate 9. Nel 2017, tutte le ROM images sono state rimosse dal sito ufficiale. Huawei disse che avrebbe provveduto a un "servizio di aggiornamento più conveniente". Da allora tutti gli utenti devono optare per gli aggiornamenti OTA (over-the-air). Nello stesso anno venne pubblicata la versione 8.0, saltando EMUI 6.0 e 7.0, assieme al Huawei Mate 10. Questa versione punta sull'intelligenza artificiale
A settembre 2018 è stata presentata la nuova versione, EMUI 9.0 basata su Android Pie, distribuita poi dal 17 dicembre, prima in versione beta e poi stabile.
Continuando così sino al 2021 con l'EMUI 12 che porta un redesign del sistema operativo che lo rende simile ad HarmonyOS. 
Nel 2022 non è stato annunciato alcun Major updates.
Nel 2023 è stato presentato EMUI 13, che porta delle migliorie al sistema di privacy e sicurezza.
Nel 2024 Huawei presentò EMUI 14. I cambiamenti non sono molti, i più significativi risiedono in migliorie nella fotocamera e molte possibilità di personalizzazione.
A dicembre 2024 è stato presentato ufficialmente EMUI 15, la successiva versione del sistema operativo di casa Huawei. Attualmente è in fase di beta, i dispositivi che hanno EMUI 15 già installato sono il Pura 70 Pro e il Huawei Mate X6.

## Cronologia delle versioni
| Versione       | Versione di Android                                  | Anno di distribuzione | Ultima versione stabile |
| -------------- | ---------------------------------------------------- | --------------------- | ----------------------- |
| Emotion UI 1.x | 2.3 - 4.3                                            | 2012                  | 1.6                     |
| Emotion UI 2.x | 4.2 - 4.4                                            | 2013                  | 2.3                     |
| EMUI 3.x       | 4.4 - 5.1                                            | 2014                  | 3.1                     |
| EMUI 4.x       | Marshmallow (6.0)                                    | 2015                  | 4.1                     |
| EMUI 5.x       | Nougat (7.x)                                         | 2016                  | 5.1                     |
| EMUI 8.x       | Oreo (8.x)                                           | 2017                  | 8.2                     |
| EMUI 9.x       | Pie (9.0)                                            | 2018                  | 9.1                     |
| EMUI 10.x      | 10                                                   | 2019                  | 10.1                    |
| EMUI 11.x      | 10                                                   | 2020                  | 11.0                    |
| EMUI 12.x      | 10 (dal Huawei Nova 9 in poi è basata su Android 11) | 2021                  | 12.0                    |
| EMUI 13.x      | 12                                                   | 2023                  | 13.1                    |
| EMUI 14.x      | 12                                                   | 2024                  | 14.2                    |